# Богушевский, Тадеу
Тадеу Богушевский Фильо (порт.-браз. Thadeu Boguszewski Filho; 23 ноября 1913 — неизвестно), в некоторых источниках Тадеу Богуравский Фильо (порт.-браз. Thadeu Bogurawski Filho), в других — Тадеу Богузевский (порт.-браз. Thadeu Boguzewski) — бразильский футболист, вратарь.

## Карьера
Тадеу играл за клуб «Америка» из Рио-де-Жанейро с 1938 по 1940 год. В 1941 году футболист перешёл в аргентинскую команду «Индепендьенте». Сумма трансфера составила четыре тысячи песо. 1 июня он дебютировал в составе команды в матче с «Ривер Плейт», в котором пропустил два гола. Всего в сезоне он провёл 13 матчей, пропустив 22 гола, и даже отразил один пенальти в матче с «Расингом». В следующем году голкипер сыграл лишь 8 матчей, в которых пропустил 19 голов. Небольшое количество игр связано с тем, что бразилец проиграл конкуренцию за место в воротах Фернандо Бельо. Годом позже, 5 декабря 1943 года, Тадеу провёл последний матч за клуб с «Чакаритой Хуниорс» (1:0). В следующем году Богуравский возвратился в Бразилию, присоединившись к «Ипиранге».
В составе сборной Бразилии Тадеу сыграл один матч — 22 января 1939 года на Кубок Рока с Аргентиной (3:2).

## Международная статистика
| Матчи Тадеу за сборную Бразилии | Матчи Тадеу за сборную Бразилии | Матчи Тадеу за сборную Бразилии | Матчи Тадеу за сборную Бразилии | Матчи Тадеу за сборную Бразилии | Матчи Тадеу за сборную Бразилии | Матчи Тадеу за сборную Бразилии |
| ------------------------------- | ------------------------------- | ------------------------------- | ------------------------------- | ------------------------------- | ------------------------------- | ------------------------------- |
| №                               | Дата                            | Место проведения                | Оппонент                        | Счёт                            | Пропущ. голы                    | Турнир                          |
| 1                               | 22 января 1939                  | Рио-де-Жанейро                  | Аргентина                       | 3:2                             | −2                              | Кубок Рока                      |